# G-Force - Superspie in missione
G-Force - Superspie in missione (G-Force) è un film live-action in 3D del 2009, prodotto da Jerry Bruckheimer per la Walt Disney Pictures e diretto da Hoyt Yeatman.

## Trama
Ben è un agente governativo dell'FBI e si incontra con Darwin, un porcellino d'India per decidere il soggetto dell'operazione non autorizzata che impedirà agli Agenti speciali di chiudere il Dipartimento Animale. Leonard Saber, ex contrabbandiere d'armi è attualmente a capo della Saberling Elettrodomestici ed ha brevettato un microchip in grado di impossessarsi di interi eserciti militari, il nome in codice del chip è CLUSTERSTORM e Darwin avrebbe dovuto scaricare il file con i progetti del CLUSTERSTORM sul suo palmare.
Quella sera, alla villa di Saber Darwin, Mooch (una mosca domestica, dotata di telecamera "aerea"), Speackles (una talpa, esperto in informatica), Blaster e Juarez (due subacquei) si infiltrano e Darwin scarica il file criptato, che in realtà riguarda la distruzione della Terra grazie a dei rifiuti spaziali (razzi, satelliti, missili...). Il giorno dopo gli Agenti speciali sono sconvolti dall'agitazione che ha creato Ben creando una missione non autorizzata, Speackles mostra loro il file. Ma inaspettatamente, il file presenta in realtà il progetto di una macchina da caffè, quindi chiudono l'appena denominata "G-Force" da Blaster, quindi Ben e la collega Marcy vengono cacciati dal loro laboratorio.
Gli animali finiscono per errore all'Elia's Pet Shop e tutti, più il superstite Hurley, riescono a fuggire tranne Speackles, che viene ucciso da un camion dell'immondizia.
Ben riesce a recuperare il palmare grazie agli scarafaggi, specializzati in furti. Ma una volta a casa sua, riceve brutte notizie: Il palmare è infettato da un virus sterminatore e Ben confessa agli agenti che non sono geneticamente modificati come lui diceva. Grazie ad un microchip di Saber riescono ad infiltrarsi nel seminterrato della sua villa dove al computer principale del programma c'è il gestore Mr. Yanshu, o meglio, il redivivo Speackles che si vuole vendicare degli umani che hanno sterminato la sua famiglia gettando i rifiuti sulla terra grazie ad un potente magnete su di un gigantesco robot, ma Darwin gli fa capire che il ciò è sbagliato, così i nostri eroi divengono Agenti speciali, Hurley matricola e gli animali del negozio vengono assoldati.
Il film termina con gli animali che festeggiano con la disco music.

## Distribuzione
Il film è uscito negli Stati Uniti il 24 luglio 2009, mentre è stato distribuito nelle sale italiane il 24 settembre 2009.